# Psalms For I
Psalms For I je reggae album Princa Fara I iz leta 1975.

## Seznam pesmi
| Stran A | Stran A    | Stran A |
| Št.     | Naslov     | Dolžina |
| ------- | ---------- | ------- |
| 1.      | „Psalm 1‟  | 3:54    |
| 2.      | „Psalm 2‟  | 4:15    |
| 3.      | „Psalm 23‟ | 2:26    |
| 4.      | „Psalm 53‟ | 3:04    |
| 5.      | „Psalm 95‟ | 3:21    |

| Stran B         | Stran B             | Stran B |
| Št.             | Naslov              | Dolžina |
| --------------- | ------------------- | ------- |
| 1.              | „The Lord's Prayer‟ | 2:41    |
| 2.              | „Psalm 87‟          | 2:39    |
| 3.              | „Psalm 24‟          | 3:23    |
| 4.              | „Psalm 48‟          | 3:14    |
| 5.              | „Psalm 49‟          | 3:08    |
| Skupna dolžina: | Skupna dolžina:     | 32:05   |